# アメリア・ジェンクス・ブルーマー
アメリア・ジェンクス・ブルーマー（Amelia Jenks Bloomer、1818年5月27日 - 1894年12月30日）は、アメリカ合衆国の女性解放運動家、節制提唱者。

## 生涯
彼女は正規の学校教育を2年だけ受けた。後に彼女は1849年に創刊された「リリー」に於いて自らの視点を示す。22歳になった時、弁護士のデクスター・ブルーマーと結婚し、彼の提言でセネカ・フォール郡の特使として彼の新聞の執筆を始めた。
彼女が推進した運動の一つに女性の服飾面での自由化がある。女性運動家のエリザベス・スミス・ミラーが考案した膝下まで丈があるズボンとショートドレスの組み合わせをブルーマーは支持し、「リリー」誌上で紹介した。この内容は当時の多くの新聞で紹介され、トルコの服のようだと批判されたが共感する女性も多かった。この服をもっと知りたいと思う読者に支えられ、1849年に300人しかなかった「リリー」の購読者数が1853年には4000人に膨れ上がった。結果的にそのズボンは彼女にちなんでブルマーとして知られる事となった。後に彼女はアイオワ州に1852年に移り、1871年から1873年までアイオワ州女性選挙権協会の会長を務めた。アイオワ州にて死去（76歳）。

## ブルマーの発案者

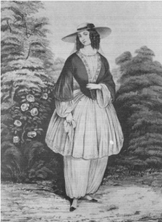
1850年代のブルマーとショートドレスの組み合わせ

ブルマーの正確な発案者に関してはアメリア・ジェンクス・ブルーマーより、エリザベス・スミス・ミラーの方が正しい。しかし、ミラーが1850年に考案したブルマーの原型を世に広める事にブルーマーが非常に大きな貢献を行ったことも事実である。「リリー」誌上の記事が大きな反響を呼んだことから、ブルーマーは女性の多くが服飾面での自由化に大きな関心を持っていることを感じ取った。ブルーマーはその後6年から8年くらいの間ズボンとショートドレスの組み合わせを着続けるとともに、アメリカ全土で女性解放についての講演を行った。